# Бошняк, Юрий Михайлович
Ю́рий Миха́йлович Бошня́к (16 декабря 1928 года — 30 октября 2004 года) — советский военный деятель, работник культуры, генерал-полковник Советской армии, заслуженный работник культуры Российской Федерации, кандидат военных наук, доцент.
Юрий Михайлович отличился как на военной службе, так и в сфере культуры. Генерал-полковник Бошняк командовал отдельной армией ПВО СССР, затем возглавлял Военную академию воздушно-космической обороны имени Маршала Советского Союза Г. К. Жукова, а после выхода в отставку стал директором Тверского государственного объединённого музея.

## Биография
Родился 16 декабря 1928 года в городе Балашове (Саратовская область). В ноябре 1946 года поступил учиться в Тихоокеанское высшее военно-морское училище имени С. О. Макарова.
После окончания учёбы в ноябре 1950 года служил на кораблях сначала на Тихоокеанском флоте, затем на Балтийском.
С февраля 1955 года стал заместителем командира батареи, после — командиром батареи зенитного артиллерийского полка ПВО ВМФ СССР.
В 1958 году начал учёбу в Военной командной академии противовоздушной обороны, окончил её в 1962 году. После окончания академии стал заместителем командира зенитного ракетного полка ПВО. С марта 1963 года — командир полка.
В апреле 1967 года направлен в Демократическую Республику Вьетнам специалистом при командире зенитного ракетного полка вьетнамской армии — старшим полковой группы советских военных специалистов. В марте 1968 года вернулся в СССР.
В 1970 году окончил Военную академию Генштаба, после назначен начальником штаба — первым заместителем командира корпуса.
С 1971 года по 1972 год участвовал в военном конфликте в Египте[уточнить].
Службу в ВС СССР продолжал до 1981 года, занимал штабные и командные должности, командовал 14-й отдельной армией ПВО.
В 1981 году занял пост начальника Военной командной академии противовоздушной обороны имени Маршала Советского Союза Жукова. На этой должности сделал многое для развития академии.
В сентябре 1985 года ушёл в запас в звании генерал-полковника.
После ухода в запас возглавил Тверской государственный объединённый музей, в этой должности пробыл до конца своих дней.
Был дважды женат, с первой женой прожил длительное время, вырастил двоих детей. В 2000 году супруга умерла, через год Бошняк женился второй раз.
30 октября 2004 года Бошняк возвращался в Тверь на автомобиле. На полной скорости в машину Юрия Михайловича врезался автомобиль «Жигули». Генерал погиб на месте, его водитель скончался в больнице.
Похоронен на Дмитрово-Черкасском кладбище в Твери.

## Награды и почётные звания
- Два ордена Красного Знамени
- Орден Трудового Красного Знамени
- Орден «За службу Родине в Вооружённых Силах СССР» II степени
- Орден «За службу Родине в Вооружённых Силах СССР» III степени
- Медаль «За безупречную службу» I степени
- Медаль «За безупречную службу» II степени
- Медаль «За безупречную службу» III степени
- Медаль «В ознаменование 100-летия со дня рождения Владимира Ильича Ленина»
- Медаль «Ветеран Вооружённых Сил СССР»
- Медаль «За укрепление боевого содружества»
- Медаль «30 лет Советской Армии и Флота»
- Медаль «40 лет Вооружённых Сил СССР»
- Медаль «50 лет Вооружённых Сил СССР»
- Медаль «60 лет Вооружённых Сил СССР»
- Медаль «70 лет Вооружённых Сил СССР»
- Заслуженный работник культуры Российской Федерации (1999)
- Орден Дружбы (2004 год)[2]
- Медаль Жукова

Иностранные награды:
- Орден Военных заслуг III степени (1967 или 1968 год) (Вьетнам)[3]
- Медаль Дружбы (1967 или 1968 год) (Вьетнам)[3]
- Орден «За боевой подвиг» III степени (Вьетнам)
- Медаль «50 лет Монгольской Народной Армии» (МНР)
- Медаль «60 лет Монгольской Народной Армии» (МНР)
- Медаль «30 лет Победы над милитаристской Японией» (Монголия) (МНР)
- Медаль «40 лет Халхин-Гольской Победы» (МНР)
- Ряд других наград[4]

## Память
- 17 декабря 2006 года в Твери на доме, где жил Бошняк (набережная Степана Разина дом № 2, «Дом ворошиловских стрелков»), была установлена мемориальная доска[5]. На ней указано:

В этом доме в период с 1983 по 2004 год жил генерал-полковник Бошняк Юрий Михайлович, видный военачальник, заслуженный работник культуры России
.

## Сочинения
- Развитие теории противовоздушной обороны в предвоенные годы. // Военно-исторический журнал. — 1984. — № 5. — С.43-50.
- Мы защищали независимость Вьетнама.  // Военно-исторический архив. — 2001. — № 1. — С.156-179.